# ريتشارد بيرثولد
ريتشارد بيرثولد (بالإنجليزية: Richard Berthold)‏ هو أكاديمي أمريكي، ولد في 1946.